# Pößnecker Stadtrundkurs
Der Pößnecker Stadtrundkurs ist eine historische Stadtrennstrecke in der Stadt Pößneck im Saale-Orla-Kreis im Freistaat Thüringen. Der Stadtrundkurs hat eine bis 1952 zurückreichende Geschichte und wird aktuell einmal im Jahr für historische Demonstrationsfahrten verwendet.

## Geschichte
Erstmalig fand am 27. April 1952 ein Straßenrennen für Motorräder auf einem 2,3 km langen Kurs in Pößneck statt. Die Veranstaltung trug den Titel „Straßenrennen um den Silbernen Max“.
Hauptgeldgeber des „1. Pößnecker Straßenrennens“ war der VEB Maxhütte Unterwellenborn, dessen Betriebssportgemeinschaft „BSG Stahl Maxhütte“ maßgeblich die Organisation des Straßenrennens und auch des „Kuno-Rödel-Gedächtnislaufs“ in Pößneck absicherte. Kuno Rödel war ein populärer lokaler Motorsportler aus dem Gespannsport, der im Jahr zuvor tödlich verunglückt war. Als Veranstalter fungierte die „Sektion Motorrennsport Land Thüringen“. Es gingen an diesem Tag Motorräder und Seitenwagengespanne aus acht unterschiedlichen Wertungsklassen mit insgesamt 150 Sportlern an den Start, um die 2300 Meter lange Rennstrecke quer durch die Stadt zu bewältigen.
Obwohl die Motorrad-Veranstaltung in der Folge nicht wiederholt wurde, wurde der Stadtkurs in den folgenden Jahren weiter im Rahmen von Rallyes als Wertungsprüfung genutzt. Veranstaltungen waren unter anderem die Pößnecker Rallye, die Burgfest Rallye Ranis, die Rallye Pößneck und die Rallye Thüringen.
Aktuell wird die Strecke im Rahmen historischer Präsentationsläufe für historische Rallye- und Rennfahrzeuge genutzt. Das „Vierte Pössnecker Strassenrennen“ fand zuletzt am 2. Juli 2023 statt.

## Streckenbeschreibung
Der 2,3 Kilometer langen Rundkurs liegt im Stadtzentrum von Pößneck. Die aktuelle Strecke startet an der Shedhalle und führt über die Bundesstraße in Richtung Neustadt zum Kreisverkehr am Unteren Bahnhof sowie über die AOK- und dann die Netto-Kreuzung wieder zurück zur Shedhalle.

## Veranstaltungen
Die historischen Präsentationsläufe werden vom MSC Pößneck e.V. im DMV organisiert.